# 吕尼 (埃纳省)
吕尼（法語：Lugny，法語發音：[lyɲi]）是法国上法蘭西大區埃纳省的一个市镇，属于韦尔万区。

## 地理
吕尼（49°46'49"N, 3°48'35"E）面积4.77 平方千米，位于法国上法蘭西大區埃纳省，该省份为法国北部内陆省份，北起北部省，西接索姆省和瓦兹省，东临阿登省和马恩省，西南至塞纳-马恩省，东北部与比利时接壤。
与吕尼接壤的市镇（或旧市镇、城区）包括：乌里、罗尼、圣戈贝尔、蒂耶尔尼、沃阿里。

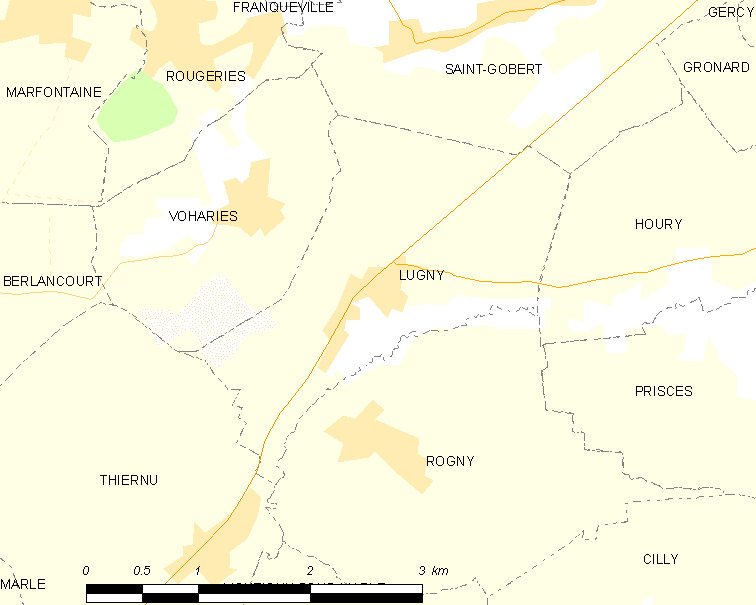
的OSM定位图

吕尼的时区为UTC+01:00、UTC+02:00（夏令时）。

## 行政
吕尼的邮政编码为02140，INSEE市镇编码为02444。

## 政治
吕尼所属的省级选区为马尔勒县。

## 人口

1962-2008年间人口变化图示

吕尼于2022年1月1日时的人口数量为118人。